# Bandera de Hesse

La bandera del Estado es la bandera civil con la adición del escudo de armas de Hesse centrado; adoptada probablemente en 1948; proporción 3:5 (o 1:2).

La bandera civil de Hesse consiste de una bandera bicolor horizontal de rojo sobre blanco, en la proporción 3:5. La bandera del Estado es similar, excepto que muestra el escudo de armas en el centro, y solo puede ser utilizada por departamentos y servicios gubernamentales. Es el reverso de la bandera de Turingia y, aparte de las proporciones y las tonalidades de rojo, idéntica a la bandera de Indonesia y la bandera de Mónaco.

## Banderas similares
|                       |
| Bandera de Indonesia. |

|                    |
| Bandera de Mónaco. |

|                     |
| Bandera de Polonia. |